# Rivulus karaja
Rivulus karaja är en fiskart som beskrevs av Costa 2007. Rivulus karaja ingår i släktet Rivulus och familjen Rivulidae. Inga underarter finns listade i Catalogue of Life.